# Golf de Chantilly
De Golf de Chantilly is een Franse golfclub in Vineuil-Saint-Firmin, op het domein Chantilly, dat 7.830 ha groot is en toebehoort aan het Institut de France. Het ligt in een bebost gebied ongeveer 45 kilometer ten noorden van Parijs.
De 9-holes golfbaan werd door Tom Simpson ontworpen en in 1909 geopend. In 1920 werd hij door Simpson uitgebreid tot 18 holes. De club werd in 1908 opgericht door prins Louis Murat, die ook de eerste voorzitter was. Hij werd opgevolgd door baron Edouard de Rothschild (1868-1949), vader van de Parijse bankier Guy de Rothschild.
Tijdens de Tweede Wereldoorlog werd de baan zwaar beschadigd. Negen holes bleven lange tijd onbespeelbaar. In het begin van de 80'er jaren heeft Donald Steel dertien nieuwe holes aangelegd en het geheel tot een 18 holesbaan gemaakt. De baan kreeg toen de naam Le Verneuil.
De club heeft tegenwoordig twee 18 holesbanen. De nieuwe baan wordt Les Longeres genoemd. Deze is iets moeilijker.
De club heeft een paar leden gehad, die internationaal bekend zijn geworden, w.o. Jacques Leglise, waar de Jacques Leglise Trophy naar genoemd werd, hij was in 1937 Frans kampioen.

## Internationale toernooien
Op Chantilly zijn veel nationale en internationale toernooien gespeeld, w.o.
- Frans Open: (10x, o.a. in 1913, 1950, 1974, 1988-1990), wat o.a. gewonnen werd door Arnaud Massy, Nick Faldo, Roberto De Vicenzo en Peter Oosterhuis.
- St Andrews Trophy: 1994
- Vagliano Trophy: 2005
- Interlands tegen India (1984), Schotland (1987), Engeland (1982, 2002)
- European Young Masters: 2008
- Europees Landen Team Kampioenschap (ELTK): 1933 - 1987

Het baanrecord op de Vineuil-baan is in 1983 gespeeld door Peter McEvoy. Hij had een score van 63 tijdens het ELTK.
Grote toernooien worden tegenwoordig op een composietbaan gespeeld, dat wil zeggen dat er holes van beide banen worden gebruikt, zodat er bij het clubhuis op hole 1 en 10 gestart kan worden.

## Trivia
- 'A View to a Kill', een film van James Bond uit 1985, werd voor een deel op Chantilly opgenomen.
- De baan van Chantilly staat vaak ik de top-10 van Europa en altijd in de top-5 van Frankrijk.
- Tom Simpson heeft meer banen in Frankrijk aangelegd, w.o. Morfontaine, Fontaineblue, Golf du Lys Chantilly, Golf de Chiberta en Golf de Hardelot (les Pins). Hij had een zilveren Rolls Royce met chauffeur.